# Psi Andromedae
Psi Andromedae este o stea din constelația Andromeda.